# Bernard de Tremelay

Escudo de armas de Bernard de Tremelay.

Bernard de Tremelay (Saint-Claude, ? - Ascalón, 16 de agosto de 1153) fue el cuarto gran maestre de la Orden del Temple (entre junio de 1151 y el 16 de agosto de 1153). Aunque también es conocido como Bernard de Tremelay, Dramelay o Dramelet.

## Biografía
Borgoñón de nacimiento y antiguo comendador de Dole, en el Franco Condado, es posible que sucediera a un maestre llamado Hugues, cuya existencia parece ser bastante dudosa, ya que sólo lo cita De Cange.
Bernard de Tremelay nació en el castillo del mismo nombre en los alrededores de Saint-Claude (en la región del Jura). En 1151 fue elegido para suceder a Evrard des Barrès, después de que un tal Hugues hubiera asumido un periodo de interregno hasta que el anterior gran maestre confirmó su dimisión.Balduino III ofrece a la Orden la ciudadela en ruinas de Gaza (en Tierra Santa).
Según los cronistas de las cruzadas, Bernard de Tremblay reconstruyó la ciudad. El arzobispo e historiador Guillermo de Tiro (1130-1185) escribió: «Estos monjes-guerreros, gente llena de coraje, terminaron de fortificar esta ciudad elevando torreones y nuevas trincheras, que hicieron de ella una plaza de armas inexpugnable, desde donde reprimieron las correrías de la guarnición de Ascalón y forzaron por fin a los sarracenos a encerrarse en sus murallas».
En 1153, los templarios participan en el asedio de Ascalón, que Balduino III quiere arrebatar a los egipcios. Los templarios construyen una torre de asalto que los asediados consiguen incendiar. Pero el viento, que sopla las llamas sobre las murallas, abre una brecha a través de la cual se precipitan los templarios. Bernardo de Tramelay, a la cabeza de sus hombres, dirige el asalto sin advertir de ello a Balduino III.
Según Guillermo de Tiro (que los envidiaba): «Lo hizo porque no quería compartir con él el botín». Según otros cronistas, en cambio, lo hizo simplemente porque, en la vorágine de la acción, no llegó a pensar en eso.
Esta omisión la pagó con su vida y la de sus escoltas. Porque los asediados, al comprobar el pequeño número de los atacantes (una cuarentena), arremeten contra ellos y los masacran. Sus cuerpos fueron expuestos sobre las murallas y sus cabezas cortadas son enviadas al sultán, en Egipto. Luego los sarracenos llegan hasta el campamento de Balduino III.
El combate fue sangriento, y durante bastante tiempo su resultado fue incierto. Los cruzados derrotaron a los asediados gracias a los templarios que habían permanecido junto al rey de Jerusalén.
El 19 de agosto de 1153, el estandarte templario ondea sobre las murallas de Ascalón. El coraje extraordinario con el que se han conducido los templarios en el momento de la batalla es alabado en todas las cortes de Occidente y el papa Anastasio IV les concede nuevos privilegios. André de Montbard le sucede a la cabeza de la orden.
Murió luchando en la batalla de Ascalón, junto con todos los templarios que estaban bajo sus órdenes, en el transcurso del penúltimo asalto el 14 de agosto de 1153, poco antes la toma de la ciudad.
El registro de defunciones de la parroquia de Reims señala su muerte el 17 de las calendas de septiembre, es decir, el 16 de agosto.
Esto se corresponde con las fechas de las crónicas, ya que Ascalon cayó en manos de Balduino III el 19 de agosto de ese mismo año (1153).
| Predecesor: Evrard des Barrès | Gran maestre de la Orden del Temple 1151-1153 | Sucesor: André de Montbard |